# Romanowo (powiat Ełk)
Romanowo (Duits: Romanowen; 1938-1945: Heldenfelde) is een dorp in het Poolse woiwodschap Ermland-Mazurië, in het district Ełk. De plaats maakt deel uit van de gemeente Kalinowo in het noorden van Polen. Het ligt ongeveer vijf kilometer ten zuiden van Kalinowo, 19 kilometer ten oosten van Ełk en 142 kilometer ten oosten van de regionale hoofdstad Olsztyn. Voor 1945 maakte Romanowo deel uit van Oost-Pruisen. 